# Coccymys shawmayeri
Coccymys shawmayeri  (Hinton, 1943) è un roditore della famiglia dei Muridi endemico della Nuova Guinea.

## Descrizione

### Dimensioni
Roditore di piccole dimensioni, con la lunghezza della testa e del corpo tra 87 e 107 mm, la lunghezza della coda tra 132 e 177 mm, la lunghezza del piede tra 24 e 27 mm e la lunghezza delle orecchie tra 16 e 20 mm.

### Aspetto
La pelliccia è soffice. Le parti superiori sono marroni scure, mentre le parti ventrali sono grigio-biancastre. Sono presenti degli anelli più scuri intorno agli occhi e nella parte del muso dove sorgono le vibrisse. Il resto del muso è grigio.  La parte dorsale delle zampe è cosparsa di pochi peli brunastri o incolori. La coda è più lunga della testa e del corpo, è uniformemente scura con l'estremità più chiara, è ricoperta fittamente di peli e da 14 anelli di scaglie per centimetro.

## Biologia

### Alimentazione
Si nutre probabilmente di frutta e di insetti.

## Distribuzione e habitat
Questa specie è diffusa nella parte centro-orientale della cordigliera centrale della Nuova Guinea.
Vive nelle foreste muschiose montane tra 1.900 e 3.600 metri di altitudine.

## Tassonomia
È considerata da diversi autori una sottospecie di Coccymys ruemmleri.

## Conservazione
La IUCN Red List considera questa specie come sinonimo di Coccymys ruemmleri.